# Bataille du pont d'Émagny
Guerre de Succession de Bourgogne
Batailles
Siège de Vesoul (1477), Bataille du pont d'Emagny (1477), Siège de Gray (1477), Siège de Dole (1477), Bataille de Guinegatte (1479), Siège de Dole (1479), Siège de Vesoul (1479)
La bataille du pont d'Émagny a lieu le 25 juin 1477 pendant la guerre de Succession de Bourgogne sur les communes actuelles de Pin et d'Émagny. Elle oppose les troupes françaises de Georges de La Trémoille aux troupes rebelles du comté de Bourgogne de Hugues de Chalon, qui refusent leur soumission à Louis XI.

## Appellations et dates différentes
Cette bataille est abordée dans les différents ouvrages qui la traitent, sous des noms qui différent parfois. Ainsi on peut la trouver également nommée :
- Bataille de Pin l'Émagny
- Bataille du pont de Magny
- Bataille du pont du Magny

Les dates varient selon les sources et on peut trouver également les dates de la bataille fixées au 17, 19 ou 25 juin. Mais la date du 25 semble la plus fiable car recoupée avec d'autres informations comme l'arrivée des troupes alsaciennes à Besançon le 23 juin, ce qui rend impossibles les dates des 17 et 19 juin.

## Contexte de 1477
Le 18 février 1477, les états du comté de Bourgogne reconnaissent leur soumission à la couronne française, bien que la province soit terre d'empire. Cependant, les promesses non tenues et la tyrannie du roi de France Louis XI commencent à échauffer les esprits. Quelques jours après, lorsque les Français tentent d'installer leur garnison à Dole, la population « Inaccoutumée aux écharpes blanches » des troupes françaises, se révolta aux cris de « Bourgogne et Dole ! Vive dame Marie de Bourgogne ! » se ruant sur les Français, tuant ceux qui résistaient et forçant les autres à quitter la cité. Le mouvement se propage dans toute la Franche-Comté et déjà en mars un soulèvement général, dirigé par le prince d'Orange, Guillaume de Vaudrey et Simon de Quingey, commence dans le pays. Après une série de revers et notamment à Vesoul, le gouverneur français Georges II de La Trémoille, Sire de Craon, décide d'intervenir en force pour empêcher la jonction des troupes comtoises avec des renforts suisses et alsaciens et forcer l'accès à Besançon.
À partir du 22 avril, les Français reçoivent des renforts conséquents et commencent la conquête du comté en prenant la route de Besançon. Ils prennent Marnay, Corcondray, Ougney, Gendrey, Balançon et Pesmes. Pendant ce temps, Jean de Chalon-Arlay, gouverneur de Franche-Comté et commandant en chef des troupes comtoises, est enfermé à Gy préparant une attaque et tenant également cette position. Les Français enhardis continuent leur avance et après avoir pris Fraisans et Bucey les Gy, ils menacent à présent le quartier-général comtois du prince d'Orange. Son oncle Hugues de Chalon de Châtel-Guyon, rassemble les grands seigneurs comtois comme Guillaume de Vergy ou Claude de Vaudrey, et les garnisons locales, sous son commandement pour rejoindre et fortifier son neveu. 
Le 23 juin, 3000 à 4000 mercenaires suisses et alsaciens revenant de Lorraine et commandés par le brutal Ulrich Traber, de Mulhouse, arrivent devant Besançon et campent à la Mouillère. 

## La bataille
Hugues de Châtel-Guyon après avoir rallié Suisses et Alsaciens, quitte Besançon avec son armée le 25 au matin. Il se dirige sur Moncley afin de rallier la garnison comtoise de 400 hommes qui tenait le château. Il apprend en chemin que l'armée française arrive à sa rencontre et compte s'emparer du pont, objectif stratégique indispensable pour accéder à Besançon. Le commandant comtois décide de presser le pas et arrive le premier à Émagny ou ses hommes tiennent la berge sud de l'Ognon et une partie du pont. Les Français ne réagissent pas, ils sont de l'autre coté, occupés à prendre le village de Pin et  son château, qu'ils détruisent en grande partie.

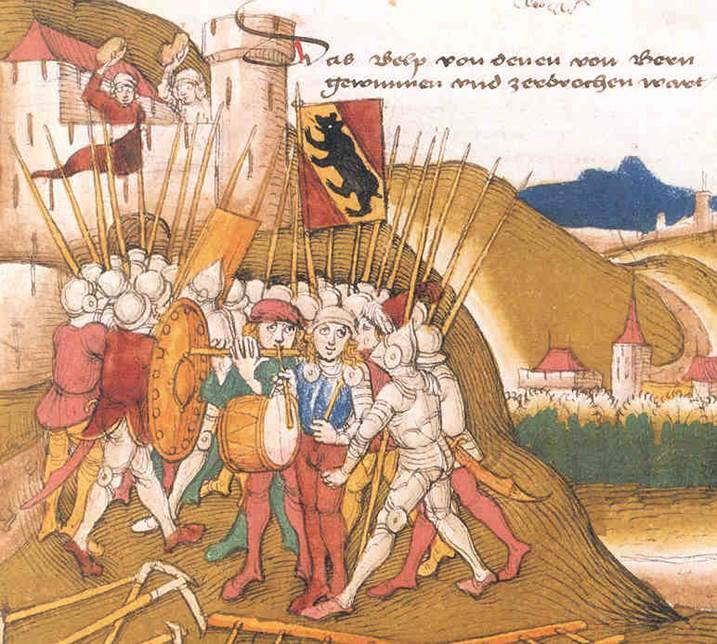
Mercenaires suisses (fin du XVe siècle)

Une fois la prise terminée, le sieur de Craon envoie son armée à l'assaut du pont. Les soldats français sont reçus par une pluie de flèches meurtrière. Ceux qui en réchappent se voient assaillis par les combattants comtois. Les pertes françaises sont sévères. Le pont va être ensuite disputé tout au long de la journée et va être pris, perdu, puis repris, le tout de nombreuses fois. Les cadavres s'entassent sur le pont, la rivière devient rouge, mais progressivement les Français parviennent à prendre pied sur la rive sud du côté d'Émagny. Les lignes comtoises, inférieures en nombre, reculent progressivement en s'éloignant de la rivière. Hugues de Chatel-Guyon avec le contingent comtois, tente une vigoureuse contre-attaque. Mais ce dernier se coupe progressivement de ses lignes qui continuent leur recul. Encerclé, il est fait prisonnier par les Français et par le sénéchal de Toulouse, Gaston du Lion,.
À la fin de la journée, les lignes comtoises sont enfoncées puis s’effondrent complètement. Les troupes s'enfuient et battent en retraite sur Besançon. Les Français quant à eux ont réussi à faire passer la rivière à leur armée mais au prix de lourdes pertes (supérieures à celles des Comtois), dont leurs meilleures troupes. Les Comtois ont perdu à peu près la moitié de leurs effectifs.

## Conséquences
Les Français poursuivent les Comtois jusqu'aux abords de Besançon. Mais cette victoire sera sans lendemain. Avant d'atteindre Besançon, le sieur de Craon est averti que des émeutes éclatent dans le duché de Bourgogne où il est rappelé par Louis XI.
Jean de Chalon-Arlay peut sortir de Gy pour faire sa jonction avec les troupes défaites à Émagny. Mais la garnison allemande qu'il avait laissée à Gy dans la crainte d'une attaque française, prit panique et abandonna la ville, non sans l'avoir auparavant pillée.
Le sieur de Craon reviendra en août suivant pour tenter de prendre notamment Dole mais sans succès.
Cette victoire française fut tellement inexploitée qu'elle fut même considérée comme une victoire stratégique comtoise par certains historiens comme Armand Marquiset. Entre autres parce que la résistance comtoise n'y a pas été abattue et parce que Besançon sera de fait épargnée. 
Hugues de Chatel-Guyon, le commandant comtois, est envoyé en détention à Chalon puis il est libéré et épouse la nièce de Louis XI, Louise de Savoie. Il se retire ensuite sur ses terres de Nozeroy où il finit sa vie.